# 平藤真治
平藤 真治（ひらとう しんじ、1968年3月30日 - ）は日本の実業家、イベントプロデューサー。『神戸コレクション』『東京ランウェイ』創業者・プロデューサー、『超十代』統括プロデューサー、映画『パラダイスキス』ファッションプロデューサー。株式会社ソニマージュ代表取締役社長。和歌山県岩出市出身、身長171センチ、血液型はA型。

## 概要
ファッション業界の風雲児。2002年に誕生した、リアルクローズファッションショーの先駆け、「神戸コレクション」の制作からスタートし、「超十代」「東京ランウェイ」「静岡コレクション」「東京ボックス」など、ファッションイベントの企画制作。そのムーブメントを20年近くに渡り成長させてきた。その他に販売イベント、ブランドやECのカタログ制作、SNS制作管理、コンサルティングも行う。

## 略歴
- 1986年 - 和歌山県立那賀高等学校 卒業
- 1990年 - 帝塚山大学経済学部経済学科 卒業
- 1990年 - 株式会社MBS企画入社
  - TV番組ディレクター・プロデューサーを歴任
  - 担当番組は「あまからアベニュー」「世界いいもの探し旅」「GET!」ほか多数
- 2000年 - 独立 フリーのディレクター、プロデューサー、プランナーとして活動
- 2001年 - 神戸コレクションを企画、プロデュース
- 2002年 - 第1回「神戸コレクション」を開催[2]
- 2004年 -  株式会社ソニマージュを創業、代表取締役社長就任、「神戸コレクション東京公演」開催
- 2006年 - 「神戸コレクション上海公演」開催（2013年まで開催）[3]
- 2009年 - （株）ソニマージュ東京支社設立
- 2011年 - 映画「パラダイスキス」のファッションプロデューサー就任[4]
- 2012年 -  「東京ランウェイ」開催（2015年まで開催）[2]
- 2013年 - ファミリーマートアジアコレクション制作、タイ、ベトナムでファッションイベント
- 2014年 - 『ホナガと千原のヤギさんラジオ』ラジオ[5]　第7回ゲスト出演
- 2015年 -  ニューヨークにて「東京ランウェイ ミーツ ニューヨーク」を開催。タイでは「ビーチパーティー」など音楽イベントも開催。神戸コレクションプロデューサーを退任。「東京アウトレットウィーク」を企画・プロデュース[6]
- 2016年 - 「超十代」を企画・プロデュース[7][8]
- 2018年 - 藤田ニコルがディレクションする「ニコロン（NICORON）」をプロデュース。ブランドコンセプトは、"自分らしくトレンドを取り入れた等身大のカジュアルブランド"[9]。
- 2019年 - 渋谷109にスタジオ「ハチスタ」、ソーシャルライブ放送局「SHIBUYA109LIVETVハチスタ」を企画・プロデュース[10][11]
  - 次世代の流行を作り出す超プロデュース集団『TRENDTEENs』を発足[12]
  - YouTubeチャンネル「超十代チャンネル[ULTRA TEENS Channel]」を企画・プロデュース[13]
- 2021年 - 藤田ニコルがディレクションするウィメンズアパレルブランド「カルナムール（CALNAMUR）」をプロデュース。ブランド名は自身の誕生日花である「カルミア」になぞらえた[9]。

## 出演

### テレビ
- 『ザ・パワーマップ！～アノ業界のリアルな力関係が一目瞭然～「徳井vs芸能界の裏側」』（日本テレビ）[14]

### 雑誌
- 『販促会議』（宣伝会議）　※ https://mag.sendenkaigi.com/201608

### WEB記事
- 『WWD JAPAN』　※ https://www.wwdjapan.com/195044
- 『流通業界専門 激流』　※ https://gekiryu.jp/165557
- 『モデルプレス』　※ https://mdpr.jp/7641977